# Ildikó Rónay
Ildikó Rónay-Matuscsák (* 25. März 1946 in Budapest) ist eine ehemalige ungarische Florettfechterin.

## Erfolge
Ildikó Rónay nahm an den Olympischen Spielen 1972 in München im Mannschaftswettbewerb teil. Sie wurde bei den Vorrundenbegegnungen gegen Österreich und Kuba eingesetzt. Die ungarische Equipe erreichte im Anschluss das Finale, in dem sie gegen die Sowjetunion mit 5:9 unterlag. Gemeinsam mit Ildikó Bóbis, Ildikó Ujlakiné-Rejtő, Ildikó Schwarczenberger und Mária Szolnoki erhielt sie damit die Silbermedaille. Sie focht beim Újpesti TE.